# 卡乌塞亚·纳塔诺
卡乌塞亚·纳塔诺（英語：Kausea Natano，1957年7月5日—），圖瓦盧政治人物，自2019年9月19日起担任第13任图瓦卢总理。那塔諾亦是富纳富提的国会议员，曾在前总理威利·特拉維内阁担任副总理兼通讯部长。
图瓦卢大选后，2019年9月19日，那塔諾以10比6的多数票出任图瓦卢总理。

## 政治生涯
纳塔诺曾多次当选为图瓦卢议会议员。2006年大选有七名成员连任，纳塔诺是其中之一，获得了340票。他与卡穆塔·拉塔西一同担任该国首都富纳富提的议员。大选后，纳塔诺被任命为总理阿皮塞·耶雷米亚内阁的公用事业与工业部长。
2010年大选，纳塔诺再次当选议员，随后竞选总理，获七票，败于八票的馬蒂亞·托阿法。2010年12月，托阿法政府因不信任动议下台，威利·特拉維任总理。纳塔诺是特拉维的支持者，12月24日，特拉维任命纳塔诺为通讯部长，后亦任命为副总理。
2013年8月1日，特拉维被吐瓦魯總督亚库巴·伊塔莱利爵士免职，一天后，纳塔诺及其他内阁成员被议会投票罢免。
2015年及2019年大选，纳塔诺继续连任议员。